# USS Oregon (SSN-793)
O USS Oregon é um submarino nuclear de ataque operado pela Marinha dos Estados Unidos e a vigésima embarcação da Classe Virginia. Sua construção começou em julho de 2017 nos estaleiros da General Dynamics Electric Boat em Connecticut e foi lançado ao mar em junho de 2020, sendo comissionado na frota norte-americana em maio de 2022. É armado com doze lançadores verticais de mísseis e quatro tubos de torpedo de 533 milímetros, tem um deslocamento submerso de quase oito mil toneladas e alcança uma velocidade máxima de 32 nós (59 quilômetros por hora).